# Kōan
Ein Kōan (jap. 公案; chinesisch 公案, Pinyin gōng'àn, W.-G. kung-an – „Öffentlicher Aushang“; hgl. 공안, gong-an; andere gebräuchliche Transkriptionen aus dem Koreanischen: Kung-an, Kungan; viet. công án) ist im chinesischen Chan- bzw. japanischen Zen-Buddhismus eine kurze Frage, Anekdote oder Sentenz, die eine beispielhafte Handlung oder Aussage eines Zen-Meisters, ganz selten auch eines Zen-Schülers, darstellt. An der Reaktion des Schülers erkennt der Meister den Grad von dessen Erkenntnis. Der Rinzai-Meister Nanyuan Huiyong 南院慧顒 (Nan'in Egyō) (?–930) hat die Form des Kōan als erster entwickelt, indem er von ihm gesammelte paradoxe und provozierende Worte früherer Meister als Frage formuliert hat.

## Funktion des Koan
Der Zen-Meister verwendet ein Kōan im persönlichen Gespräch (Dokusan) mit seinem Schüler, das im Anschluss an eine Sitzung im Zazen stattfindet. Frage und Reaktion finden also meist vor den Augen anderer Schüler statt, die daraus selbst lernen können. Das Ziel der Kōan-Praxis ist die Erkenntnis der Nichtzweiheit. Die Illusion, dass die Dinge sich unterscheiden und dass das Ich eine eigene, vom Rest abgegrenzte Existenz hätte, soll sich in der Übung mit dem Kōan auflösen. Der Zen-Schüler bekommt ein bestimmtes, zu seiner Reife passendes Kōan aufgetragen (z. B. das Kōan Mu: Ein Mönch fragte Joshu (chin. Zhaozhou): „Hat ein Hund die Buddha-Natur oder nicht?“ Joshu antwortete: „Mu!“). Auf dieses Kōan soll der so Befragte dem Meister im persönlichen Gespräch zeigen, dass er den wahren Gehalt des Kōans während der Meditation erfasst hat. Novizen und Mönche müssen eine Reihe von Kōans meistern. Um festzustellen, ob dies tatsächlich gelungen ist, wird dem Studierenden aufgegeben, eine Antwort oder auch eine andere Reaktion zu finden, die das im Kōan steckende Rätsel auflöst (Jakugo = die Diskussion abschließen, einen Kōan auflösen; chinesisch: 着 語 / 箸 語). Die schriftlichen oder mündlichen Kommentare des Zen-Meisters zu einem Kōan werden als Agyō (gewährte Worte) bezeichnet (japanisch:下 語).

„Wesentlich für das Kōan ist, dass es rational unlöslich ist und in den Bereich des Arationalen verweist. Das Kōan zwingt, die Bahn des rationalen Denkens zu verlassen und über die gewöhnliche Bewusstseinslage herauszuschreiten, um zu einer neuen unbekannten Dimension durchzustoßen. Diese Funktion ist allen Kōan gemeinsam, wie sehr sie im Übrigen inhaltlich und der literarischen Form nach verschieden sein mögen.“

In der Rinzai-Schule werden Ideen aufgegriffen, die sich bereits in den indischen Traditionen finden: Die existenziellen Probleme des Einzelnen sollen nicht durch heilige Texte (Sutra), religiöse Lehren, Riten und Traditionen oder gar philosophische Konzepte, sondern nur durch existenzielle Selbsterfahrung, also die Versenkung in das eigene ICH gelöst werden. Auch die Weisheitslehren selbst müssen infrage gestellt und zertrümmert werden, wenn sie der Selbsterkenntnis im Weg stehen. Diese »tiefe Befreiung« (Satori oder Erleuchtung) kann erst erreicht werden, wenn man erkennt, dass die Paradoxa in den Fragen Metaphern für die Widersprüche der Welt sind. Sie können nicht in Harmonien aufgelöst werden (wie etwa Konfuzius lehrte). Jeder muss auf seine Weise lernen, sie zu ertragen und am Ende fähig werden, die Fragen selbst zu zerstören. In den einzelnen Zen-Schulen ist die Reihenfolge der zu meisternden Kōans samt zugehöriger Auflösung unterschiedlich. Im Laufe der Jahrhunderte hat sich dieser „Lehrplan“ verfestigt. Als eine innere Erfahrung ist diese Realisierung nicht zu verwechseln mit einer verstandesmäßigen Erfassung des Problems. Es handelt sich nicht um eine Auslegung des Kōans oder eine Erläuterung. Das geschieht gelegentlich im Teishō. Die individuelle Einsicht des Schülers würde auf den Laien oft noch sinnloser wirken als das Kōan selbst. Anhand der Reaktion des Schülers auf das Kōan kann der erfahrene Meister erkennen, ob der Schüler auf dem Weg des Zen Fortschritte macht, oder ob er in Illusion und Irrtum verharrt.
Die Vorläufer der Kōans waren berühmte Fragen und Antworten zwischen Schüler und Meister während der frühen Tang- und Song-Zeit, Fragmente einiger buddhistischer Sutras, bedeutungsvolle Reden von Chan-Meistern und Anekdoten über diese Meister. Trotz ihrer vordergründigen Unvernünftigkeit und Sinnlosigkeit verfügen sie über einen historischen Kern, der auch intellektuell nachvollziehbar ist und Aspekte der Chan-Philosophie ausdrückt. Im Chan und Zen werden Kōans als Meditationsobjekte benutzt.
Es gibt fünf „Klassen“ von Kōans, die unterschiedliche Funktionen erfüllen.
1. Hosshin-Kōans (hosshin: jap. für Dharmakaya, Trikaya) sind Kōans, die dem Schüler zu einem Durchbruch zur erwachten Sicht verhelfen und ihm helfen, in der Welt des Wesens des Wahren, der Buddha-Natur (Bussho), heimisch zu werden. In den Hosshin-Kōans geht es um die Welt der „Nichtunterschiedenheit“ (nicht anhaften, nicht werten), doch darf der Schüler auf dieser Erfahrungsebene nicht stehen bleiben.
2. Die Kikan-Kōans (kikan: jap. „Hilfsmittel, Werkzeug“) sollen das Vermögen des Schülers zur Unterscheidung in der Nichtunterschiedenheit schulen. Hier wird die Lehre des Nichtanhaftens und Nichtwertens intensiviert.
3. Bei den Gonsen-Kōans (gonsen: jap. „Klärung der Worte“) geht es um den jenseits von lexikalischer Definition und begrifflicher „Repräsentation“ liegenden tiefsten Sinn und Gehalt der Aussprüche und Formulierungen der alten Meister. Es geht über die Begrifflichkeit Etymologie hinaus.
4. Die Nanto-Kōans (nanto: jap. „schwer zu bestehen“) schließlich sind solche Kōans, die besonders schwer zu lösen sind.
5. Hat der Schüler die verschiedenen Kōans der Klassen 1 bis 4 bewältigt, dann wird mit den Go-i, den fünf Graden (der Erleuchtung) sein Begreifen des Wahren noch einmal gründlich durchleuchtet und auf die Probe gestellt.

Verlauf und Pointen dieser speziellen Anekdoten wirken auf den Laien meist vollkommen paradox, unverständlich oder sinnlos. In der Folge kommt es manchmal zur fehlerhaften Übertragung des Begriffs Kōan auf andere unsinnige Kurzgeschichten.

## Interpretation
Das bekannteste Kōan, das inzwischen auch im Westen Allgemeingut geworden ist, ist die Frage nach dem Geräusch einer einzelnen klatschenden Hand (Hakuins Sekishu, von Meister Hakuin Ekaku). Kōans lassen sich häufig durchaus mit rationalen Methoden interpretieren. Bei einigen Kōans wird erwartet, dass der Zen-Schüler durch Überlegung die richtige Lösung findet. Für die meisten Kōans werden alle verstandesmäßigen Lösungen des Kōans als falsch angesehen. Der eigentliche Sinn dieser Kōans, ihre wesentliche Funktion, erschließt sich nur intuitiv, ohne Worte. Zur Bedeutung von Kōans gibt es innerhalb des Rinzai-Zen diverse Ansichten: Während etwa Daisetsu Teitaro Suzuki eine widersprüchlich wirkende Sokuhi-Logik heranzieht, behauptet Ruth Fuller-Sasaki die „Sinnfülle“ von Kōans.
Das 18. Kōan des Mumonkan lautet beispielsweise (zitiert nach der Übersetzung von Koun Yamada, siehe Literaturhinweis):

„Ein Mönch fragte Tozan: ‚Was ist Buddha?‘ Tozan antwortete: Masagin (麻三斤 – Drei Pfund Flachs).“

Hinzugefügt sind ein Kommentar Mumons:

„Der alte Tozan erlernte ein wenig Muschel-Zen. Indem er die beiden Muschelhälften ein wenig öffnete, zeigte er seine Leber und seine Eingeweide. Das mag wohl so sein. Ihr jedoch sagt mir: Wo seht ihr den Tozan?“

sowie ein Vers:

„Masagin springt hervor!

Worte sind vertraut, noch vertrauter ist der Geist.

Wer über Falsch und Richtig spricht,

ist ein Mensch des Falschen und Richtigen.“

Deutlich wird hier die Auffassung des Zen, dass in den existenziellen Fragen Bezeichnungen und Konzepte nutzlos sind. In selbstbezüglicher Weise gilt dies sogar für die Lehren des Buddhismus und des Zen selbst.

## Sammlungen
Die bekanntesten – ursprünglich chinesischen – Kōan-Sammlungen sind das Bi-Yan-Lu (Hekiganroku – Die Niederschrift von der smaragdenen Felswand), zusammengestellt von Xuedou Zhongxian / Setchō Jūken und im Jahre 1128 mit Kommentaren versehen herausgegeben von Yuanwu Keqin / Engo Kokugon, das Congronglu (Shōyōroku – Das Buch des Gleichmuts), zusammengestellt von Hongzhi Zhengjue / Wanshi Shōgaku und im Jahr 1224 samt Kommentaren herausgegeben von Wansong Xingxiu / Banshō Gyōshu, das Wumenguan (Mumonkan – Die torlose Schranke), gesammelt von dem Zen-Meister Wumen Huikai / Mumon Ekai (1181–1260), Zen-Worte vom Wolkentor-Berg von Yúnmén Wényǎn (864–949) sowie das Shōbōgenzō (Der Schatz des wahren Dharma), geschrieben um 1233 von Dōgen Zenji (1200–1253).